# Tommy Tynan
Tommy Tynan, all'anagrafe Thomas Edward Tynan (Liverpool, 17 novembre 1955) è un allenatore di calcio ed ex calciatore inglese, di ruolo attaccante.

## Carriera

### Giocatore
Dal 1971 al 1975 ha giocato nelle giovanili del Liverpool, venendo saltuariamente aggregato alla prima squadra (di cui fa in seguito parte a pieno titolo nella stagione 1975-1976), di fatto senza comunque mai giocarvi partite ufficiali. Nella parte iniziale della stagione 1975-1976 gioca inoltre per un breve periodo in prestito ai gallesi dello Swansea City, con cui segna 6 reti in altrettante partite (peraltro di fatto anche le sue prime in carriera tra i professionisti) in quarta divisione. Nel 1976 gioca poi nella NASL con i Dallas Tornado, con i quali mette a segno 2 reti in 17 partite giocate.
Terminata l'esperienza nordamericana fa ritorno in patria, trascorrendo due stagioni in terza divisione allo Sheffield Weds, con cui gioca stabilmente da titolare per un biennio segnando anche con buona regolarità (91 presenze e 31 reti in incontri di campionato con gli Owls). Nella prima parte della stagione 1978-1979 segna invece un gol in 8 presenze in terza divisione al Lincoln City, per poi passare a stagione iniziata ai gallesi del Newport County, militanti nella quarta divisione inglese. Qui, nella stagione 1979-1980 conquista una promozione in terza divisione e vince la Coppa del Galles (per la prima ed unica volta nella storia del club), grazie alla quale gli Exiles prendono poi parte alla Coppa delle Coppe 1980-1981, nella quale raggiungono i quarti di finale: Tynan nel corso della competizione gioca 5 delle 6 partite disputate dalla sua squadra, segnando anche 4 reti. Continua poi a giocare nella terza divisione inglese con il Newpoert County fino al termine della stagione 1982-1983, per un totale di 183 presenze e 66 reti in incontri di campionato.
Nell'estate del 1983 Tynan si accasa poi al Plymouth, club nel quale finisce per giocare per quasi un decennio diventando anche uno dei giocatori più rappresentativi della storia del club: nel biennio 1983-1985, trascorso in terza divisione, mette infatti a segno 43 reti in 90 partite di campionato giocate, segnando anche varie reti nella FA Cup 1983-1984, competizione nella quale i Pilgrims raggiungono per la prima volta nella loro storia la semifinale; nella stagione 1984-1985 vince invece il titolo di capocannoniere del campionato di terza divisione. Viene poi ceduto al Rotherham Utd, con cui mette a segno 13 reti in 32 presenze in terza divisione nella stagione 1985-1986, dopo la quale passa in prestito al Plymouth, che dopo breve tempo lo riacquista a titolo definitivo, tenendolo in squadra fino al termine della stagione 1989-1990: in questo quadriennio Tynan mette a segno complessivamente 83 reti in 182 partite di campionato, arrivando così a complessive 262 partite e 126 reti con la maglia del club biancoverde (limitatamente alle sole partite di campionato). Chiude infine la carriera nel 1992, dopo due stagioni trascorse in quarta divisione rispettivamente a Torquay Utd (35 presenze e 13 reti) e Doncaster (11 presenze ed una rete).
In carriera ha totalizzato complessivamente 629 presenze e 257 reti nei campionati della Football League, giocando in tutte le divisioni ad eccezione della prima.

### Allenatore
Nella stagione 1990-1991 mentre giocava nel Torquay United è stato contemporaneamente anche vice allenatore del club. Nella stagione 1993-1994 ha allenato i semiprofessionisti del Goole Town, in Northern Premier League (sesta divisione inglese).

## Palmarès

### Giocatore

#### Club

##### Competizioni nazionali
- Coppa del Galles: 1

Newport County: 1979-1980

#### Individuale
- Capocannoniere della Third Division: 1

1984-1985 (31 reti)